# Río Abtao
El río Abtao es un curso natural de agua que fluye en la isla de Chiloé, en la región chilena de Los Lagos y desemboca en la costa occidental de la isla.

## Trayecto
Según Luis Risopatrón, el río Abtao nace de la confluencia del río Curi y del río de La Plata en la parte occidental de la isla de Chiloé. Cerca de su desembocadura corre de N a S, paralelo a la línea de costa, en un estuario que se ensancha hasta los 200 m en pleamar.: 2, 282,   Sin embargo, en su mapa, el río ya lleva ese nombre antes de esa confluencia. Es de notar que Enrique Espinoza no menciona un río de ese nombre en su Jeografía Descriptiva de la República de Chile de 1897 (páginas 437-438) donde hace una somera descripción de los ríos de Chiloé. El capitán Roberto Maldonado visitó su desembocadura en febrero de 1896, durante la expedición geográfica que estaba llevando a cabo en las costas de Chiloé, y los datos que aporta en el libro Estudios geográficos e hidrográficos sobre Chiloé de 1897 son los mismos mencionados en la obra de Risopatrón.
Se encuentra dentro del parque nacional Chiloé, en la comuna de Dalcahue.

## Historia
Luis Risopatrón lo describe en su Diccionario jeográfico de Chile (1924):: 2 
Abtao (Río). Formado por el río de La Plata que viene del NE i el Curi que procede del E, corre hacia el W i desemboca en el mar, con unos 200 m de ancho durante la pleamar; ofrece róbalos en su desembocadura, así como cochayuyo.